# Барнаба да Модена

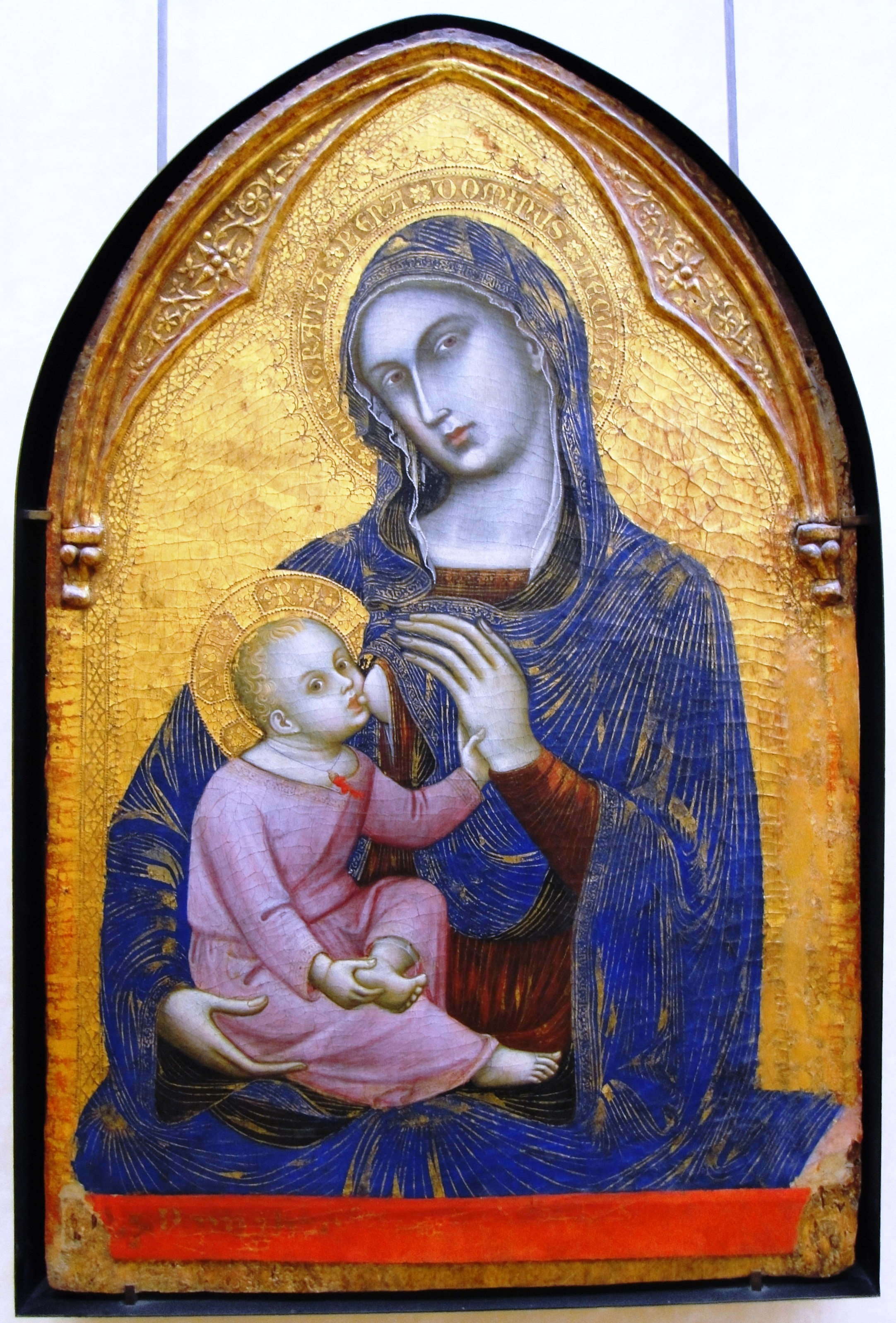
Барнаба да Модена Мадонна с младенцем (1370—1375), Париж, Лувр

Барнаба да Модена (итал. Barnaba da Modena; 1328/1330, Модена — после 1386 г.) — итальянский художник.

## Биография
Барнаба да Модена как художник работал преимущественно на севере Италии, в Лигурии и Пьемонте, а также в Пизе. В 1361 году он выполняет заказы для генуэзского Дворца Дожей, в 1370 — для Торговой палаты Генуи. Его произведения созданы в венецианско-византийском художественном стиле, по-видимому, наиболее знакомом Барнаба да Модена. Мастер оставался верен этой манере исполнения вплоть до своей последней, известной нам работы — фрески Страшный суд — выполненной им в византийском стиле для церкви св. Агостино в Генуе.

## Избранные работы
- Вознесение Христа, Дерево, 49×45 см.
- Коронование Марии, Троица, Мадонна с младенцем,
- Распятие Иисуса, 12 апостолов, 1374, Дерево, 82×61 см.
- Мадонна деи Мерканти, Дерево, 81×61 см.
- Мария, 1370, Дерево, 101×69 см.
- Мария, Дерево, 59×30 см
- Мария, Дерево, 126×23 см
- Мария и ангелы, Дерево, 101×85 см.